# مارکو اشتیپرمان
مارکو اشتیپرمان (انگلیسی: Marco Stiepermann؛ زادهٔ ۹ فوریهٔ ۱۹۹۱) بازیکن فوتبال اهل آلمان است که در پست هافبک بازی می‌کند.
از باشگاه‌هایی که در آن بازی کرده‌است می‌توان به باشگاه فوتبال انرژی کوتبوس، باشگاه فوتبال بروسیا دورتموند، باشگاه فوتبال آلمانیا آخن، باشگاه فوتبال یونیون برلین، و باشگاه فوتبال گروتر فورث اشاره کرد.
وی همچنین در تیم‌های ملی فوتبال جوانان آلمان، و جوانان آلمان، و جوانان آلمان، و جوانان آلمان، و جوانان آلمان، و جوانان آلمان، بازی کرده‌است.